# Toni Ribas
Antoni García Ribas, més conegut pel nom artístic Toni Ribas, (Sant Boi de Llobregat, 13 de juny de 1975) és un actor de cinema pornogràfic català.
Començà la seva carrera professional a la llegendària Sala Bagdad, recinte de l'avinguda del Paral·lel de Barcelona que programà actuacions pornogràfiques cada nit, donant espai a una generació de talents emergents com ell, Nacho Vidal, Max Cortés o Sara Bernat.
Començà a dirigir pel·lícules el 2001, amb Hardcore Innocence 1, sèrie que continuà fins a Hardcore Innocence 9 el 2003. Ha rodat més de 1.000 pel·lícules com a actor i juntament amb Nacho Vidal, Ramón Nomar, Max Cortés i Pablo Ferrari formà part del dream team d'espanyols en la meca del porno. Com a actor participà en pel·lícules del director José María Ponce Berenguer com ara Perras callejeras, Showgirls en Madrid i Vivir follando.
Després de dirigir per a l'empresa Red Light District als Estats Units, va estar quatre anys amb la multinacional Private dirigint pel·lícules guardonades com Ibiza Sex Party (1-5), Hi-Speed Sex o l'aclamada sèrie de càstings Private Sex Auditions. Va estar casat amb la també actriu Sophie Evans, de qui es divorcià el 2005. El 2012 es casà amb Asa Akira, amb qui interpretà moltes pel·lícules, incloent Eternal Ecstasy, Heaven on Earth i Private Gladiator.
En 2010 va guanyar el Premi AVN -considerats els "Óscar del porno"- a l'Artista masculí estranger de l'any, entrant aquest mateix any en el saló de la fama AVN Hall of Fame, sent el vuitè europeu a aconseguir-ho i primer espanyol a guanyar-ho als Estats Units. També té una carrera com a productor i director, dirigint films per Penthouse i Private.